# Tour de Pologne 2014 – 4. etap
4. etap kolarskiego wyścigu Tour de Pologne 2014 odbył się 6 sierpnia. Start etapu miał miejsce przy Parku Gemini w Tarnowie, zaś meta obok Spodka w Katowicach. Etap liczył 236 kilometrów.

## Premie
Na 4. etapie były następujące premie:
| Rodzaj | Rodzaj            | Miejscowość          | Kilometry (od startu) | Kilometry (do mety) |
| ------ | ----------------- | -------------------- | --------------------- | ------------------- |
|        | Specjalna         | Szczurowa            | 26,7 km               | 209,3 km            |
|        | Specjalna         | Olkusz               | 119,2 km              | 116,8 km            |
|        | Lotna             | Jaworzno             | 148,3 km              | 87,7 km             |
|        | Lotna             | Mysłowice            | 161,5 km              | 74,5 km             |
|        | Lotna             | Siemianowice Śląskie | 175,5 km              | 60,5 km             |
|        | Górska (III kat.) | Katowice             | 203,4 km              | 32,6 km             |
|        | Górska (III kat.) | Katowice             | 222,2 km              | 13,8 km             |

### Wyniki
| Specjalna – Szczurowa |              |        |        |
| Miejsce               | Zawodnik     | Zespół | Punkty |
| 1.                    | Boris Vallée | LTB    | 1      |

| Specjalna – Olkusz |                 |        |        |
| Miejsce            | Zawodnik        | Zespół | Punkty |
| 1.                 | Matthias Krizek | CAN    | 1      |

| Lotna – Jaworzno |                  |        |        |
| Miejsce          | Zawodnik         | Zespół | Punkty |
| 1.               | Matthias Krizek  | CAN    | 3      |
| 2.               | Mateusz Taciak   | CCC    | 2      |
| 3.               | Joshua Edmondson | SKY    | 1      |

| Lotna – Mysłowice |                  |        |        |
| Miejsce           | Zawodnik         | Zespół | Punkty |
| 1.                | Matthias Krizek  | CAN    | 3      |
| 2.                | Mateusz Taciak   | CCC    | 2      |
| 3.                | Joshua Edmondson | SKY    | 1      |

| Lotna – Siemianowice Śląskie |                  |        |        |
| Miejsce                      | Zawodnik         | Zespół | Punkty |
| 1.                           | Matthias Krizek  | CAN    | 3      |
| 2.                           | Mateusz Taciak   | CCC    | 2      |
| 3.                           | Joshua Edmondson | SKY    | 1      |

| Górska – Katowice |                  |        |        |
| Miejsce           | Zawodnik         | Zespół | Punkty |
| 1.                | Mateusz Taciak   | CCC    | 3      |
| 2.                | Joshua Edmondson | SKY    | 2      |
| 3.                | Matthias Krizek  | CAN    | 1      |

| Górska – Katowice |                  |        |        |
| Miejsce           | Zawodnik         | Zespół | Punkty |
| 1.                | Mateusz Taciak   | CCC    | 3      |
| 2.                | Joshua Edmondson | SKY    | 2      |
| 3.                | Jerome Cousin    | EUC    | 1      |

## Wyniki etapu
| Miejsce | Zawodnik             | Państwo   | Zespół                               | Czas       | Bon.  | Pkt. |
| ------- | -------------------- | --------- | ------------------------------------ | ---------- | ----- | ---- |
| 1.      | Jonas Van Genechten  | Belgia    | Lotto-Belisol                        | 5h 43' 29" | –10 s | 20   |
| 2.      | Jacopo Guarnieri     | Włochy    | Astana Pro Team                      | +0"        | –6 s  | 19   |
| 3.      | Luka Mezgec          | Słowenia  | Team Giant-Shimano                   | +0"        | –4 s  | 18   |
| 4.      | Sacha Modolo         | Włochy    | Lampre-Merida                        | +0"        | —     | 17   |
| 5.      | Jauhienij Hutarowicz | Białoruś  | Ag2r-La Mondiale                     | +0"        | —     | 16   |
| 6.      | Davide Appollonio    | Włochy    | Ag2r-La Mondiale                     | +0"        | —     | 15   |
| 7.      | Raymond Kreder       | Holandia  | Garmin-Sharp                         | +0"        | —     | 14   |
| 8.      | Nikias Arndt         | Niemcy    | Team Giant-Shimano                   | +0"        | —     | 13   |
| 9.      | Nikolas Maes         | Belgia    | Omega Pharma-Quick-Step Cycling Team | +0"        | —     | 12   |
| 10.     | Steele Von Hoff      | Australia | Garmin-Sharp                         | +0"        | —     | 11   |
| 11.     | Michael Matthews     | Australia | Orica GreenEdge                      | +0"        | —     | 10   |
| 12.     | Timofiej Krickij     | Rosja     | Team RusVelo                         | +0"        | —     | 9    |
| 13.     | Roman Majkin         | Rosja     | Team RusVelo                         | +0"        | —     | 8    |
| 14.     | Oscar Gatto          | Włochy    | Cannondale Pro Cycling               | +0"        | —     | 7    |
| 15.     | Sebastian Lander     | Dania     | BMC Racing Team                      | +0"        | —     | 6    |
| 16.     | Juan José Lobato     | Hiszpania | Movistar Team                        | +0"        | —     | 5    |
| 17.     | Theo Bos             | Holandia  | Belkin Pro Cycling Team              | +0"        | —     | 4    |
| 18.     | Iwan Bałykin         | Rosja     | Team RusVelo                         | +0"        | —     | 3    |
| 19.     | Grzegorz Stępniak    | Polska    | CCC Polsat Polkowice                 | +0"        | —     | 2    |
| 20.     | Edvald Boasson Hagen | Norwegia  | Team Sky                             | +0"        | —     | 1    |
| 21.     | Wout Poels           | Holandia  | Omega Pharma-Quick-Step Cycling Team | +0"        | —     | —    |
| 22.     | Enrico Gasparotto    | Włochy    | Astana Pro Team                      | +0"        | —     | —    |
| 23.     | Sébastien Chavanel   | Francja   | FDJ.fr                               | +0"        | —     | —    |
| 24.     | Ramon Sinkeldam      | Holandia  | Team Giant-Shimano                   | +0"        | —     | —    |
| 25.     | Fumiyuki Beppu       | Japonia   | Trek Factory Racing                  | +0"        | —     | —    |
| 26.     | Johan Le Bon         | Francja   | FDJ.fr                               | +0"        | —     | —    |
| 27.     | Guillaume Boivin     | Kanada    | Cannondale Pro Cycling               | +0"        | —     | —    |
| 28.     | Siergiej Łagutin     | Rosja     | Team RusVelo                         | +0"        | —     | —    |
| 29.     | Kamil Zieliński      | Polska    | Reprezentacja Polski                 | +0"        | —     | —    |
| 30.     | Bartłomiej Matysiak  | Polska    | CCC Polsat Polkowice                 | +0"        | —     | —    |

## Klasyfikacje po 4. etapie

### Klasyfikacja generalna
| Miejsce | Zawodnik             | Państwo  | Zespół                               | Czas        |
| ------- | -------------------- | -------- | ------------------------------------ | ----------- |
|         | Petr Vakoč           | Czechy   | Omega Pharma-Quick-Step Cycling Team | 20h 34' 24" |
| 2.      | Matthias Krizek      | Austria  | Cannondale Pro Cycling               | +26"        |
| 3.      | Jauhienij Hutarowicz | Białoruś | Ag2r-La Mondiale                     | +27"        |
| 4.      | Theo Bos             | Holandia | Belkin Pro Cycling Team              | +27"        |
| 5.      | Luka Mezgec          | Słowenia | Team Giant-Shimano                   | +27"        |
| 6.      | Jonas Van Genechten  | Belgia   | Lotto-Belisol                        | +27"        |
| 7.      | Roman Majkin         | Rosja    | Team RusVelo                         | +31"        |
| 8.      | Boris Vallée         | Belgia   | Lotto-Belisol                        | +33"        |
| 9.      | Manuele Mori         | Włochy   | Lampre-Merida                        | +33"        |
| 10.     | Maciej Paterski      | Polska   | CCC Polsat Polkowice                 | +35"        |
| 11.     | Grzegorz Stępniak    | Polska   | CCC Polsat Polkowice                 | +37"        |
| 12.     | Ramon Sinkeldam      | Holandia | Team Giant-Shimano                   | +37"        |
| 13.     | Nikolas Maes         | Belgia   | Omega Pharma-Quick-Step Cycling Team | +37"        |
| 14.     | Enrico Gasparotto    | Włochy   | Astana Pro Team                      | +37"        |
| 15.     | Marco Haller         | Austria  | Team Katusha                         | +37"        |
| 16.     | Davide Formolo       | Włochy   | Cannondale Pro Cycling               | +37"        |
| 17.     | Damiano Caruso       | Włochy   | Cannondale Pro Cycling               | +37"        |
| 18.     | Dominik Nerz         | Niemcy   | BMC Racing Team                      | +37"        |
| 19.     | Timofiej Krickij     | Rosja    | Team RusVelo                         | +37"        |
| 20.     | Giampaolo Caruso     | Włochy   | Team Katusha                         | +37"        |

### Klasyfikacja punktowa
| Miejsce | Zawodnik             | Państwo   | Zespół                               | Punkty  |
| ------- | -------------------- | --------- | ------------------------------------ | ------- |
|         | Jauhienij Hutarowicz | Białoruś  | Ag2r-La Mondiale                     | 66 pkt. |
| 2.      | Luka Mezgec          | Słowenia  | Team Giant-Shimano                   | 49 pkt. |
| 3.      | Michael Matthews     | Australia | Orica GreenEdge                      | 47 pkt. |
| 4.      | Nikolas Maes         | Belgia    | Omega Pharma-Quick-Step Cycling Team | 42 pkt. |
| 5.      | Boris Vallée         | Belgia    | Lotto-Belisol                        | 38 pkt. |
| 6.      | Roman Majkin         | Rosja     | Team RusVelo                         | 37 pkt. |
| 7.      | Sacha Modolo         | Włochy    | Lampre-Merida                        | 34 pkt. |
| 8.      | Jonas Van Genechten  | Belgia    | Lotto-Belisol                        | 33 pkt. |
| 9.      | Theo Bos             | Holandia  | Belkin Pro Cycling Team              | 31 pkt. |
| 10.     | Marco Haller         | Austria   | Team Katusha                         | 30 pkt. |

### Klasyfikacja górska
| Miejsce | Zawodnik         | Państwo         | Zespół                 | Punkty |
| ------- | ---------------- | --------------- | ---------------------- | ------ |
|         | Mateusz Taciak   | Polska          | CCC Polsat Polkowice   | 6 pkt. |
| 2.      | Joshua Edmondson | Wielka Brytania | Team Sky               | 4 pkt. |
| 3.      | Maciej Paterski  | Polska          | CCC Polsat Polkowice   | 3 pkt. |
| 4.      | Matthias Krizek  | Austria         | Cannondale Pro Cycling | 2 pkt. |
| 5.      | Jimmy Engoulvent | Francja         | Team Europcar          | 2 pkt. |
| 6.      | Paweł Franczak   | Polska          | Reprezentacja Polski   | 2 pkt. |
| 7.      | Björn Thurau     | Niemcy          | Team Europcar          | 1 pkt. |
| 8.      | Jerome Cousin    | Francja         | Team Europcar          | 1 pkt. |

### Klasyfikacja najaktywniejszych
| Miejsce | Zawodnik            | Państwo         | Zespół                               | Punkty  |
| ------- | ------------------- | --------------- | ------------------------------------ | ------- |
|         | Matthias Krizek     | Austria         | Cannondale Pro Cycling               | 11 pkt. |
| 2.      | Petr Vakoč          | Czechy          | Omega Pharma-Quick-Step Cycling Team | 6 pkt.  |
| 3.      | Mateusz Taciak      | Polska          | CCC Polsat Polkowice                 | 6 pkt.  |
| 4.      | Jimmy Engoulvent    | Francja         | Team Europcar                        | 4 pkt.  |
| 5.      | Kamil Gradek        | Polska          | Reprezentacja Polski                 | 4 pkt.  |
| 6.      | Bartłomiej Matysiak | Polska          | CCC Polsat Polkowice                 | 4 pkt.  |
| 7.      | Björn Thurau        | Niemcy          | Team Europcar                        | 3 pkt.  |
| 8.      | Joshua Edmondson    | Wielka Brytania | Team Sky                             | 3 pkt.  |
| 9.      | Maciej Paterski     | Polska          | CCC Polsat Polkowice                 | 2 pkt.  |
| 10.     | Salvatore Puccio    | Włochy          | Team Sky                             | 2 pkt.  |

### Klasyfikacja drużynowa
| Miejsce | Zespół                               | Państwo           | Czas        |
| ------- | ------------------------------------ | ----------------- | ----------- |
| 1.      | Omega Pharma-Quick-Step Cycling Team | Belgia            | 61h 44' 42" |
| 2.      | Team Giant-Shimano                   | Holandia          | +21"        |
| 3.      | Team RusVelo                         | Rosja             | +21"        |
| 4.      | Ag2r-La Mondiale                     | Francja           | +21"        |
| 5.      | Cannondale Pro Cycling               | Włochy            | +21"        |
| 6.      | Lampre-Merida                        | Włochy            | +21"        |
| 7.      | Lotto-Belisol                        | Belgia            | +21"        |
| 8.      | BMC Racing Team                      | Stany Zjednoczone | +21"        |
| 9.      | CCC Polsat Polkowice                 | Polska            | +21"        |
| 10.     | Tinkoff-Saxo                         | Rosja             | +21"        |